# Sidorova (eiland)
Sidorova (Russisch: Сидорова) is een eiland in de Baai van Peter de Grote (Japanse Zee), aan de buitenrand van de Slavjanskibaai, op 41 kilometer ten zuidwesten van de stad Vladivostok en 9 kilometer ten noorden van de plaats Slavjanka. Bestuurlijk gezien vormt het onderdeel van het gemeentelijk district Chasanski van de Russische kraj Primorje. Het eiland is onbewoond, maar wordt in de zomer vaak bezocht door toeristen en dagjesmensen.

## Geografie
Het eiland is van noordwest naar zuidoost ongeveer 420 meter lang, meet op haar breedste punt ongeveer 190 meter en steekt tot 40,2 meter op uit de zee. De oevers zijn hoog en rotsachtig en zijn deels overgroeid met struikgewas. Het grootste deel van het eiland is bedekt met loofbos. Sidorova wordt omringd door rotsen die her en der onder en boven het water uitsteken en is via het Jankovskogo-rif onderzees verbonden met het vasteland. Door Straat Stenina wordt ze gescheiden van het eiland Gerasimova ten zuiden ervan..

## Geschiedenis
Het eiland werd voor het eerst beschreven in 1862 tijdens een expeditie onder leiding van marineofficier Vasili Babkin op het korvet Kalevala en werd vernoemd naar stuurman Ivan Sidorov. In 1886 werd het eiland gedetailleerd beschreven tijdens een expeditie onder leiding van marineofficier Aleksej Stenin.